# فرد ستانلي (لاعب كرة قاعدة)
فرد ستانلي (بالإنجليزية: Fred Stanley)‏ هو لاعب كرة قاعدة أمريكي، ولد في 13 أغسطس 1947 في فارنهامفيل في الولايات المتحدة.

## وصلات خارجية
- فرد ستانلي على موقع دوري كرة القاعدة الرئيسي (الإنجليزية)
- فرد ستانلي على موقعبيزبول رفرنس.كوم (الدوري الرئيسي) (الإنجليزية)
- فرد ستانلي على موقعبيزبول رفرنس.كوم (الدوري الثانوي) (الإنجليزية)
- فرد ستانلي على موقع إي إس بي إن.كوم (أم.أل.بي) (الإنجليزية)
- فرد ستانلي على موقع مشجعي الرسوم البيانية (الإنجليزية)